# Johan Petersen
Johan Erik Christian Petersen (3. april 1839 i København – 19. marts 1874 på et hospital i Boston) var en dansk sømaler.
Johan Petersen var søn af skomagermester Peter Erik Petersen og Johanne Sophie Frederikke (født Holm). Han blev student i 1857, og tog herefter filosofikum i 1859. Efter dette uddannede sig derefter under Carl Dahl til sømaler, mens han samtidig besøgte Kunstakademiets skoler. I 1864 deltog han i krigen og blev løjtnant i reserven; året efter rejste han til USA, men døde allerede 19. marts 1874 på et hospital i Boston. Han forenede delvis sin lærers teknik, men havde dog ikke vakt megen opmærksomhed ved sine udstillinger fra 1861-65. I Amerika slog han sig op og fik store bestillinger. Blandt hans arbejder fremhæves især Den flyvende Hollænder (The phantom ship), malet 1869.